# Rua Tipoki
Pas d'image ? Cliquez ici

a Compétitions nationales et continentales officielles uniquement.

b Matchs officiels uniquement.
Dernière mise à jour le 6 juillet 2018.
Rua Tipoki, né le 11 août 1975 à Te Puia Springs (Nouvelle-Zélande), est un joueur de rugby à XV néo-zélandais ayant évolué au poste de trois-quarts centre.

## Carrière

### Club et Province
- Province :
  - 1997-2001 : North Harbour (NPC)
  - 2004 : Bay of Plenty (NPC)
  - 2005-2006 : North Harbour (NPC)
  - 2011-2012 : East Coast (Heartland Championship)

- Franchise de Super Rugby :
  - 1999 : Blues
  - 2000 : Highlanders
  - 2001-2006 : Blues
  - 2007 : Crusaders

- Clubs :
  - 2001-2003 : World Fighting Bulls (Top League)
  - 2007-2009 : Munster (Ligue celte, Coupe d'Europe)

Tipoki a débuté dans le National Provincial Championship en 1997 et dans le Super Rugby en 1999.

### En équipe nationale
Il a joué avec l'équipe des Māori de Nouvelle-Zélande en 2005.

## Palmarès

### En club
- Vainqueur de la Coupe d'Europe en 2008.
- Vainqueur de la Celtic League en 2009.